# Cipura rupicola
Cipura rupicola là một loài thực vật có hoa trong họ Diên vĩ. Loài này được Goldblatt & Henrich miêu tả khoa học đầu tiên năm 1987.